# Supercoppa del Giappone 2020
La Supercoppa del Giappone 2020 si è disputata l'8 febbraio 2020 allo Saitama Stadium 2002 di Saitama e ha visto sfidarsi gli Yokohama F·Marinos, vincitori della J1 League 2019, e il Vissel Kōbe, vincitore della Coppa dell'Imperatore 2019.
A conquistare il trofeo è stato il Vissel Kōbe, vittorioso ai calci di rigore, quando sono stati sbagliati nove tiri dal dischetto consecutivamente.

## Tabellino
| Arbitro: | Imamura |

|                                                      |                      |                                                                  |
| Douglas 27’ Furuhashi 40’ Yamaguchi 69’              | Marcatori            | 36’ Marcos Júnior 54’ Ōgihara 73’ Erik                           |
| Iniesta Tanaka Ogawa Nishi Ōsaki Vermaelen Yamaguchi | Tiri di rigore 3 – 2 | Thiago Martins Ōgihara Edigar Junio Mizunuma Matsubara Wada Endō |

| Vissel Kobe | Yokohama F·M |

| P               | 18 | Hiroki Iikura     |  |       |
| D               | 33 | Dankler           |  |       |
| D               | 25 | Leo Ōsaki         |  |       |
| D               | 4  | Thomas Vermaelen  |  |       |
| C               | 22 | Daigo Nishi       |  | 90+2’ |
| C               | 6  | Sergi Samper      |  | 85’   |
| C               | 8  | Andrés Iniesta    |  | 53’   |
| C               | 24 | Gōtoku Sakai      |  |       |
| C               | 5  | Hotaru Yamaguchi  |  |       |
| C               | 11 | Kyōgo Furuhashi   |  | 85’   |
| A               | 49 | Douglas           |  | 64’   |
| A disposizione: |    |                   |  |       |
| P               | 1  | Daiya Maekawa     |  |       |
| D               | 3  | Hirofumi Watanabe |  |       |
| D               | 44 | Sō Fujitani       |  |       |
| C               | 14 | Takuya Yasui      |  | 85’   |
| A               | 9  | Noriaki Fujimoto  |  |       |
| A               | 13 | Keijirō Ogawa     |  | 85’   |
| A               | 21 | Jun'ya Tanaka     |  | 64’   |
| Allenatore:     |    |                   |  |       |
| Thorsten Fink   |    |                   |  |       |

|                  |    |                      |     |     |
|                  |    |                      |     |     |
| P                | 1  | Park Il-gyu          |     |     |
| D                | 27 | Ken Matsubara        |     |     |
| D                | 13 | Thiago Martins       |     |     |
| D                | 44 | Shinnosuke Hatanaka  |     | 46’ |
| D                | 5  | Theerathon Bunmathan |     |     |
| C                | 8  | Takuya Kida          | 62’ | 74’ |
| C                | 6  | Takahiro Ōgihara     |     |     |
| C                | 23 | Teruhito Nakagawa    |     |     |
| C                | 9  | Marcos Júnior        |     | 88’ |
| C                | 17 | Erik Lima            |     | 74’ |
| A                | 45 | Ado Onaiwu           |     | 46’ |
| A disposizione:  |    |                      |     |     |
| P                | 21 | Yūji Kajikawa        |     |     |
| D                | 15 | Makito Itō           |     | 46’ |
| D                | 33 | Takuya Wada          |     | 74’ |
| C                | 7  | Yūki Ōtsu            |     |     |
| C                | 11 | Keita Endō           |     | 46’ |
| C                | 18 | Kōta Mizunuma        |     | 88’ |
| A                | 30 | Edigar Junio         |     | 74’ |
| Allenatore:      |    |                      |     |     |
| Ange Postecoglou |    |                      |     |     |